# Зайончковский, Олег Викторович
Олег Викторович Зайончковский (род. 1959, Куйбышев, Куйбышевская область) — русский писатель, публицист.

## Биография
Родился в 1959 году в городе Куйбышеве, Куйбышевской области. Является потомком старинного дворянского рода, из поляков. Получил среднее образование и длительное время работал репрографистом, затем слесарем — испытывал ракетные двигатели для космической промышленности. В течение пятнадцати лет трудился мастером по ремонту бытовой техники.
В начале 2000-х Олег Зайончковский активно занялся авторской деятельностью, став очень быстро популярным современным российский писателем. В 2004 году одно из издательств способствовало публикации его романа в новеллах «Сергеев и городок», который сразу же вошёл в финальный список некоторых популярных в России литературных премий: «Буккер — Открытая Россия-2004» и «Национальный бестселлер-2005». В следующем 2005 году в свет выходит новый роман Олега Викторовича — «Петрович», и он тоже сразу попал в «длинный» список Букеровской премии. Был отмечен премией журнала «Октябрь». В сети на странице литературно-философского журнала «Топос» была опубликована драма Зайончковского «Где любовь, тут и Бог». В 2007 году его пригласили в состав жюри премии «Русский Букер». Финалист «Большой книги» 2010 года с романом «Счастье возможно: Роман нашего времени».
После большого перерыва, только в 2016 году было представлено его новое произведение «Тимошина проза», о судьбе московского графомана.
Проживает в городе Хотьково Московской области.